# Quintus Naevius Sutorius Macro
Quintus Sutorius Macro (21 př. n. l. až 38) byl prefektem pretoriánské gardy za císařů Tiberia a Caliguly.
Do svého úřadu nastoupil po popravě velitele gardy Seiana v říjnu 31. Předtím sloužil jako prefekt vigilů (oddíly udržující pořádek ve městě, jakási policie zkřížená s požárníky). Macro se patrně sám podílel na diskreditaci Seiana a likvidaci jeho i jeho rodiny.
Po smrti císaře Tiberia roku 37 sloužil jako velitel gardy nového císaře Caliguly. Možná právě jeho přičiněním se Caligula stal císařem. Podle legend, které často používá literatura i film (Gravesův román Já, Claudius, román Josefa Tomana Po nás potopa, film Caligula z roku 1979), dokonce zadusil císaře Tiberia poté, co se probral k životu, když už byl považován za mrtvého. Každopádně měl jako velitel gardy určitě vliv na to, že byl Caligula nakonec provolán císařem, a na to, že Tiberiova poslední vůle, ve které určil Caligulovým spoluvládcem svého vnuka Tiberia Gemella, byla v senátu prohlášena za neplatnou. Macro se na Caligulu snažil tlačit i pomocí své ženy Ennie, kterou mu ochotně nabízel za milenku.
Je možné, že se Macro pokoušel vládnout za Caligulu stejně tak, jak Seianus vládl svého času za Tiberia a taky stejně jako on později skončil. Stal se jednou z mnoha obětí císaře a byl roku 38 s největší pravděpodobností popraven (je ovšem možné, že v bezvýchodné situaci jako mnoho jiných raději spáchal sebevraždu).
Jeho nástupcem v úřadu prefekta pretoriánů se stal Cassius Chaerea.